# Allen O’Bannon
Allen O’Bannon – amerykański instruktor wspinaczki, członek zarządu American Institute for Avalanche Rersearch and Education (AIARE) i autor książek.

## Życiorys
Allen O’Bannon dorastał w Portland, w stanie Oregon. Narciarstwa i zimowych biwaków zakosztował w pobliskich Górach Kaskadowych (Oregon) a niedługo potem, pod koniec lat 80., przeniósł się na górzyste tereny Wyoming i Idaho, gdzie jego zainteresowanie przerodziło się w życiową pasję. Allen od 1987 roku pracuje w szkole NOLS (National Outdoor Leadership School); spędził cztery sezony, pracując dla Programu Antarktycznego Stanów Zjednoczonych (United States Antarctic Program).

## Publikacje
- Sztuka zimowej wędrówki, czyli jak przemieszczać się na nartach i biwakować w śniegu, (ang.  Allen and Mike’s Really Cool Backcountry Ski Book, Revised and Even Better!), Autor: Allen O’Bannon, Rysunki: Mike Clelland, Wydawnictwo Sklep Podróżnika, 2010, wydanie I, ISBN 978-83-7136-062-6
- Sztuka telemarku – 123 zachwycające rady, jak doskonalić jazdę telemarkiem, (ang. Allen and Mike’s Really Cool Telemark Tips, Revised and Even Better!), Autor: Allen O’Bannon, Rysunki: Mike Clelland, Wydawnictwo Sklep Podróżnika, 2010, wydanie I, ISBN 978-83-7136-061-9
- Sztuka wędrowania z plecakiem, czyli jak podróżować z plecakiem i biwakować w terenie, (ang. Allen & Mike’s really cool Backpackin’ book. Traveling & camping skills for a wilderness environment!), Autor: Allen O’Bannon, Rysunki: Mike Clelland, Wydawnictwo Sklep Podróżnika, 2012, wydanie I, ISBN 978-83-7136-072-5